# Чандао
Чанда́о (кит. упр. 长岛, пиньинь Chángdǎo) — бывший уезд городского округа Яньтай провинции Шаньдун. Название происходит от названия архипелага Чаншаньдао.

## География
Уезд административно объединяет острова Жёлтого моря, лежащие к северу от Шаньдунского полуострова. Всего в составе уезда — 32 острова (из них 10 обитаемых) и 66 скал. Общая площадь административно входящей в состав уезда земной и водной поверхности — 8700 км², при этом площадь островов — всего 56 км².

## История
Изначально эти земли входили в состав уезда Пэнлай. В 1945 году был образован Особый район Чандао (长岛特别区). В 1956 году был создан уезд Чандао, вошедший в состав Специального района Лайян (莱阳专区). В 1958 году город Яньтай и Специальный район Лайян были слиты в Специальный район Яньтай (烟台专区), при этом уезды Хуансянь и Чандао были присоединены к уезду Пэнлай, но в 1962 году они были восстановлены в прежних границах. В 1967 году Специальный район Яньтай был переименован в Округ Яньтай (烟台地区).
В ноябре 1983 года округ Яньтай был преобразован в городской округ Яньтай.
Постановлением Госсовета КНР от 5 июня 2020 года городской уезд Пэнлай и уезд Чандао были объединены в район городского подчинения Пэнлай.

## Административно-территориальное деление
Уезд делится на 1 уличный комитет, 1 посёлков и 6 волостей.